# Białogłowiec
Białogłowiec (Buteogallus lacernulatus) – gatunek średniej wielkości ptaka drapieżnego z rodziny jastrzębiowatych (Accipitridae). Jest endemitem Brazylii narażonym na wyginięcie. Nie wyróżnia się podgatunków.
MorfologiaDługość ciała 43–48 cm; rozpiętość skrzydeł 91–101 cm. Biała głowa oraz spód ciała. Czarny grzbiet i skrzydła, trochę białych cętek na lotkach trzeciego rzędu. Szerokie, zaokrąglone skrzydła. Krótki, biały ogon z czarną podstawą i czarnymi końcówkami sterówek. Żółta woskówka i nogi.
Zasięg występowaniaWystępuje we wschodniej Brazylii – od stanu Alagoas i południa stanu Bahia po São Paulo i Santa Catarinę. Osiadły.
EkologiaJego naturalnym siedliskiem są tzw. lasy atlantyckie – subtropikalne lub tropikalne lasy deszczowe nizinne i górskie. Preferuje lasy pierwotne, choć spotykany jest też w siedliskach wtórnych (w tym na plantacjach eukaliptusa), ale zawsze w sąsiedztwie lasów pierwotnych. Występuje zazwyczaj do 900 m n.p.m., choć w Minas Gerais odnotowano go do 2890 m n.p.m.
Gatunek ten żywi się głównie owadami oraz innymi bezkręgowcami, choć istnieją doniesienia, że jego ofiarami padają także ptaki, gady, płazy i drobne ssaki.
StatusIUCN nieprzerwanie od 1994 roku uznaje białogłowca za gatunek narażony (VU, Vulnerable). Liczebność populacji szacuje się na 2500–9999 dorosłych osobników. Trend liczebności populacji jest uznawany za spadkowy ze względu na niszczenie siedlisk oraz prześladowania.